# Ucari
Wukari também conhecida como Ukari e Ucari é uma área de governo local no estado de Taraba, na Nigéria. Sua sede fica em Wukari, na rodovia A4. O rio Donga flui através da área e o rio Benué forma um limite com o estado de Nassaraua a noroeste. A cidade é a base da Federação Wukari, um estado tradicional, e é residência dos jucuns.
O código postal da área é 670. A Universidade Cuararafa está localizada lá.